# Silan
Silan er en kemisk forbindelse med formlen SiH4. Silan kan opfattes som en siliciumanalog forbindelse til metan.
Ved stuetemperatur er en silan i gasform, og den er selvantændende ved kontakt med luften. Gassen er foreslået som en forklaring på fænomenet en lygtemand.
Ved temperaturer over 420 °C dekomponerer silan til silicium og hydrogen. Stoffet er benyttes en del i halvlederindustrien til at påføre tynde lag af rent silicium på forskellige materialer.
|  | Infoboks uden skabelon Denne artikel har en infoboks dannet af en tabel eller tilsvarende. |